# Cal Ratat
Cal Ratat és una casa gòtica de Juneda a la comarca de les Garrigues inclosa a l'Inventari del Patrimoni Arquitectònic de Catalunya.

## Descripció
És un habitatge situat a la cantonada amb el carrer Carnisseria. Només la meitat de la casa conserva la tipologia original, l'altra ha estat enderrocada i reemplaçat per un habitatge nou sense cap interès. Es tracta d'una edificació de planta baixa, pis superior i golfes, que ha respectat en la mesura d'allò possible les estructures preexistents. Així el portal és un arc rebaixat amb columna central amb finestrals superiors de tipus geminat treballats amb gust gòtic i una finestra partida, renaixentista, amb la data 1699. La pedra ben treballada és l'element bàsic en la construcció. La coberta és de teula i a dues aigües.

## Història
Antic ajuntament de la vila inaugurat l'any 1699. Hi romangué fins a l'any 1873. En un inici la casa de la cantonada (c. Carnisseria, 15) i la del seu costat (Trav. carnisseria, 4) eren una de sola, e hi havia als baixos un espai destinat a la venda de productes alimentaris. El primer pis era la seu de l'ajuntament i el segon l'arxiu. Es diu que durant la guerra carlina van cremar tot l'arxiu davant l'edifici.
Ja a final del segle passat el Sr. Ratat comprà l'edifici, que posteriorment va passar a mans d'un alemany. Des de fa uns 30 anys resta dividit en dues cases unifamiliars, una propietat de Josep M. Albaigés, que ha respectat força l'estructura de la casa, i l'altra (núm. 4) propietat d'Àngel Xuclà, qui ha fet un edifici totalment nou. La partició de la casa és ben notable en l'arcada de la part baixa i en la finestra amb la data gravada.